# Cucurbita (protista)
Cucurbita es un género de foraminífero bentónico de la subfamilia Pseudocucurbitinae, de la familia Milioliporidae, de la superfamilia Soritoidea, del suborden Miliolina y del orden Miliolida. Su especie tipo es Cucurbita infundibuliformis. Su rango cronoestratigráfico abarca desde el Carniense hasta el Rhaetiense (Triásico superior).

## Discusión
Algunas clasificaciones incluyen Cucurbita en la superfamilia Milioliporoidea.

## Clasificación
Cucurbita incluye a las siguientes especies:
- Cucurbita infundibuliformis